# Nowosiemiejkino
Nowosiemiejkino (ros. Новосемейкино) – osiedle typu miejskiego w Rosji, w obwodzie samarskim, w rejonie krasnojarskim. W 2010 liczyło 9750 mieszkańców.